# دونالد باتلر
دونالد باتلر (بالإنجليزية: Donald Butler)‏ هو لاعب كرة قدم أمريكية أمريكي، ولد في 17 أكتوبر 1988 في ساكرامنتو في الولايات المتحدة.

## وصلات خارجية
- دونالد باتلر على موقع مرجع كرة القدم المحترفة.كوم (الإنجليزية)